# Liu Tingting (athlétisme)
Pour les articles homonymes, voir Liu Tingting.
Liu Tingting (en chinois : 刘婷婷, née le 29 octobre 1990 dans le Liaoning) est une athlète chinoise, spécialiste du lancer de marteau.

## Carrière
Elle participe à deux Championnats du monde, sans se qualifier pour la finale. Elle devient championne d'Asie en 2015 à Wuhan après deux médailles d'argent, en 2011 et en 2013. Son meilleur résultat est de 69,83 m à Halle en 2013 qu'elle porte le 17 mai 2015 dans la même ville à 73,06 m.

## Palmarès
| Date | Compétition         | Lieu        | Résultat | Marque  |
| ---- | ------------------- | ----------- | -------- | ------- |
| 2011 | Championnats d'Asie | Kobe        | 2e       | 64,42 m |
| 2013 | Championnats d'Asie | Pune        | 2e       | 67,16 m |
| 2015 | Championnats d'Asie | Wuhan       | 1re      | 68,24 m |
| 2017 | Championnats d'Asie | Bhubaneswar | 2e       | 69,45 m |

## Records
| Épreuve           | Performance | Lieu  | Date        |
| ----------------- | ----------- | ----- | ----------- |
| Lancer du marteau | 73,06 m     | Halle | 17 mai 2014 |